# Music for the Royal Fireworks
Music for the Royal Fireworks (HWV 351) (Musik till det kungliga fyrverkeriet) är en svit komponerad av Georg Friedrich Händel 1749 på uppdrag av kung Georg II av Storbritannien till fyrverkeriet i Green Park i London den 27 april 1749. Anledningen var att fira slutet på Österrikiska tronföljdskriget och fredsfördraget i Aix-la-Chapelle 1748.

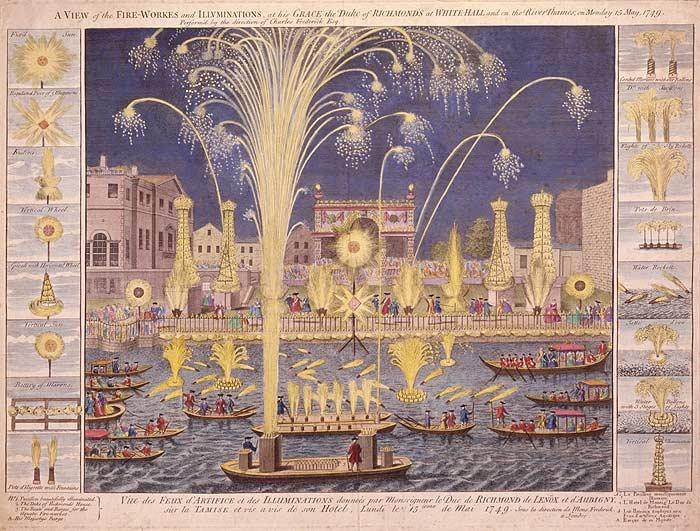
Bildtexten lyder: "A VIEW of the FIRE-WORKES and ILLUMINATIONS at his GRACE the Duke of RICHMOND'S at WHITEHALL and on the River Thames on Monday 15 May 1749. Performed by the direction of Charles Fredrick Esq." Handkolorerad etsning.

## Musik och instrumentering
Sviten har fem satser:
1. Ouverture: Adagio, Allegro, Lentement, Allegro
2. Bourrée
3. La Paix: Largo alla siciliana
4. La Réjouissance: Allegro
5. Menuets I and II